# تپه مرده شورخونه
تپه مرده شورخونه مربوط به دوره اشکانیان - دوره ساسانیان است و در شهرستان کوهدشت، بخش مرکزی، دهستان کوهدشت جنوبی، ۱۰۰ متری غرب روستای تنگ قلا واقع شده و این اثر در تاریخ ۲۶ اسفند ۱۳۸۷ با شمارهٔ ثبت ۲۶۱۶۵ به‌عنوان یکی از آثار ملی ایران به ثبت رسیده است.